# 9870 Маехата
9870 Маехата (9870 Maehata) — астероїд головного поясу, відкритий 24 лютого 1992 року.
Тіссеранів параметр щодо Юпітера — 3,542.
Названо на честь Маехата (яп. まえはた(前畑) маехата)